# Drengen og månen
Drengen og månen er en dansk animationsfilm fra 1968, der er instrueret af Jannik Hastrup efter eget manuskript.

## Handling
Denne artikel mangler et handlingsreferat. Hjælp os med at skrive det.